# 陳祖澤 (1897年)
陳祖澤，MH（1897年—2004年），原籍廣東東莞，香港商人、慈善家。慈善團體樂善堂近代元老，旺角街坊會和九龍城街坊會創辦人。因他的名字與另一位香港政府官員相同，為免混淆當時又稱為「東莞陳祖澤」或「樂善堂陳祖澤」。
陳祖澤生於廣東省東莞縣虎門鎮太平鄉北柵村，1915年遷居香港（一說1922年），時年十八，先隨兄長從事報業，於1917年開始創業，業務多元，包括在九龍城一帶經營的百貨生意，亦有涉足藥行、化妝品、古玩等行業。1933年創辦「陳更煥百貨商行」，總店位於九龍城衙前圍道。高峰期，陳更煥百貨商行在港設有七家分店。
其時，陳祖澤家住啟德濱新市鎮，在市鎮內另設百貨店擴展業務，後來啟德濱計劃失敗，他便搬回九龍城，並開始參與九龍樂善堂堂務，之後擔任樂善堂總理一職長達接近八十年。
日佔時代，因為樂善堂中有其他總理參與反日活動，陳祖澤亦被牽連，曾受牢獄之苦，後來獲釋，其時日本實施「以華制華政策」，陳祖澤被日本軍政府委任為「元區」（即九龍城）的「副區長」。
1950年，他與譚傑生、顧超文（龍生大押東主、時任九龍城街坊福利會理事長、本堂1952年度主席兼前首總理）等人重組九龍樂善堂，成為法定慈善團體。陳祖澤後來分別捐建了樂善堂陳祖澤學校（位於沙田乙明邨，2009年已結校），以及樂善堂陳祖澤分科診所（位於旺角）。陳祖澤除在家鄉北柵捐建了「陳祖澤學校」，還於東莞先後資助捐建多所學校。
陳祖澤到香港前曾接受私塾教育，深受中國傳統文化思想的薰陶；到港後，從五十年代起，在《天天日報》、《華僑日報》、《工商日報》等報章上以「東莞陳祖澤」署名，撰寫過不少文章，弘推廣傳統儒家思想導人向善。
1973年，陳祖澤獲英女王伊丽莎白二世頒授榮譽勛章。
1999年，陳祖澤獲聖雅各福群會訪問，從而得知他一點老花也沒有。